# آمبارنات
آمبارنات
شهر آمبارنات (به انگلیسی: Ambarnath) با جمعیت ۲۳۲٫۰۴۷ نفر در ایالت مهاراشترا در کشور هند واقع شده‌است.